# Like a Hurricane
Like a Hurricane è un brano musicale composto dal cantautore canadese Neil Young nel 1975 ed incluso nel suo album American Stars 'n Bars del 1977.
Una versione accorciata della canzone venne pubblicata su singolo l'8 agosto 1977, con Hold Back the Tears come B-side.

## Il brano
La canzone venne scritta da Young nel luglio del 1975 con la collaborazione dell'amico e vicino di casa Taylor Phelps nel retro della sua auto, (una DeSoto Suburban), quando Neil Young si trovava impossibilitato a cantare a causa dei postumi di un'operazione alle corde vocali. Si tratta di una travolgente cavalcata rock che narra il resoconto emotivo di un'infatuazione dell'autore per una ragazza incontrata in un bar affollato e fumoso che travolge "come un uragano" il protagonista della canzone. Like a Hurricane, oltre a presentare uno dei riff di chitarra più famosi di sempre, presenta il "tappeto sonoro" fornito dal sintetizzatore "stringman" (suonato da Frank Sampedro), che simula una sezione d'archi fornendo un sibilo minaccioso simile all'arrivo di un uragano. Caratterizzata dal celebre stile chitarristico "urticante" di Young, la canzone è stata eseguita in quasi tutti i successivi tour dell'artista. È diventata col tempo uno dei suoi brani più noti e per molti critici è un "classico" del rock. È presente nelle compilation Decade e Greatest Hits, e sugli album dal vivo Live Rust, Weld e Unplugged (in una particolare versione per organo).

## Tracce singolo
Reprise Records – RPS 1391
1. Like a Hurricane - 5:24
2. Hold Back the Tears - 4:20

## Cover
- I Roxy Music pubblicarono due versioni live del brano, una sull'EP del 1983 The High Road e la seconda in Heart Still Beating.
- La canzone è stata reinterpretata dai The Mission sul loro secondo singolo Garden of Delight. Successivamente venne inclusa sugli album The First Chapter (una compilation dei loro primi singoli) e Ever After - Live.
- Jay Farrar, accompagnato dalla band country-rock Canyon, sull'album live Stone, Steel, & Bright Lights.
- Heather Nova registrò la sua versione nel corso di un concerto del 1995 a Hiroshima, pubblicata sui CD solo d'importazione Maybe An Angel (Giappone) e Truth & Bone (Germania).
- Jeff Healey nel suo album Mess of Blues del 2008.
- I Coal Porters nell'album Durango del 2010.
- Randy Bachman e Burton Cummings eseguirono la canzone per il loro album di cover Bachman-Cummings Jukebox pubblicato nel 2008.
- Adam Sandler reinterpretò Like a Hurricane nell'album del 2009 Covered, A Revolution in Sound, disco della Warner Brothers nel quale vari artisti legati all'etichetta in questione reinterpretavano brani famosi.
- Jason Isbell e i 400 Unit sull'album Live from Alabama del 2012.
- Theresa Andersson canta il brano nel film del 2006 New Orleans Music in Exile che seguiva gli avvenimenti posteriori all'uragano Katrina.
- I Placebo dal vivo come parte della loro canzone English Summer Rain.
- I City and Colour suonarono Like a Hurricane alla fine della loro esibizione al Bonnaroo Music Festival del 2012.
- I Widespread Panic eseguirono la canzone nel 2010 nel corso di un concerto al Verizon Wireless Amphitheatre dell'Encore Park di Alpharetta, in Georgia.[3]

## Formazione
- Neil Young – chitarra solista e voce
- Crazy Horse
  - Frank "Poncho" Sampedro – sintetizzatore "stringman" e coro
  - Billy Talbot – basso e coro
  - Ralph Molina – batteria e coro